# 格尔德·巴克曼
格尔德·巴克曼（英語：Gerd Barkman，？—），新西兰女子射击运动员。她曾代表新西兰参加1994年英联邦运动会射击比赛，获得女子双人10米空气手枪银牌。